# Койсары
Койсары (каз. Қойсары) — аул в Жылыойском районе Атырауской области Казахстана. Входит в состав Жемского сельского округа. Расположен примерно в 25 км к западу от города Кульсары. Код КАТО — 233635400.

## Население
В 1999 году население аула составляло 100 человек (53 мужчины и 47 женщин). По данным переписи 2009 года, в ауле проживало 106 человек (48 мужчин и 58 женщин).